# Caitlin Todd
Caitlin Todd es un personaje ficticio presentado en la serie televisiva NCIS interpretado por Sasha Alexander, quien aparece en 49 episodios de la serie. Alexander hizo su debut en la serie en el episodio estreno de la primera temporada «Yankee White», antes de abandonar el reparto habitual en el final de la segunda temporada «Twilight». Alexander fue acreditada como estrella invitada por sus apariciones en los episodios de la tercera temporada «Kill Ari (Parte I)» y «Kill Ari (Parte II)», y apareció sin acreditar en semejanza y en voz durante «A Man Walks Into a Bar». Posteriormente, Alexander apareció en fotografías, flashbacks y material de archivo CGI, y más recientemente en «Family First», en la decimotercera temporada.

## Casting
Siguiendo los episodios de JAG «Ice Queen» y «Meltdown», el personaje de Kate fue creado para reemplazar al de Vivian Blackadder (Robyn Lively), que Donald P. Bellisario sentía que era «demasiado suave». Alexander acredita al presidente de CBS, Les Moonves, por su casting, afirmando que «acababa de terminar de hacer un par de otras series para CBS y dijo: "ven a hacer este programa"».

## Salida de la serie
Donald P. Bellisario declaró que Alexander abandonó la serie debido a la falta de resistencia y al agotador cronograma de filmación, afirmando que «esta fue la primera vez que [Sasha] pasó un año en un programa». El coprotagonista Michael Weatherly señaló que no fue informado hasta febrero de 2005, y solo descubrió que Caitlin sería asesinada cuando «vio al tipo de efectos especiales unir un paquete de sangre al cabello [de Sasha]». Alexander no se arrepiente de haber dejado la serie, «por un millón de razones de las que nunca he hablado... por un millón de razones que no puedo». Después de la muerte de Caitlin, los fanáticos «inundaron los tableros de mensajes de Internet con mensajes enojados dirigidos a Bellisario», mientras que Bellisario anunció que el reemplazo de Alexander sería «un nuevo personaje principal femenino, [...] bastante diferente de la conservadora agente Todd. Una "chica europea o australiana que se siente muy cómoda con su feminidad y sexualidad"». La actriz chilena Cote de Pablo fue elegida como la oficial israelí del Mossad Ziva David para reemplazar a la alejada Alexander.

## Antecedentes personales
Caitlin nació en Indiana, y era la menor de cinco hijos, incluidos tres hermanos (a los que se refirió como «prácticamente psicóticos»), y una hermana mayor (presentada como Rachel Cranston en el episodio catorce de la octava temporada «A Man Walks Into a Bar...», y era católica. También mencionó tener una prima llamada Maureen Ingalls.
Antes de unirse a NCIS, Kate asistió a la universidad de 1993 a 1994, primero estudió derecho, pero se retiró después de un solo año al sentir que había pasado «diez años en prisión». En 1994, ganó un concurso de camisetas mojadas durante sus vacaciones de vacaciones de primavera en Panama City Beach, Florida. Anthony «Tony» DiNozzo usó una fotografía de esto como fuente de diversión y posible chantaje en «Conspiracy Theory». Algún tiempo después de la universidad, se unió al Servicio Secreto de los Estados Unidos, y finalmente fue asignada a los detalles de seguridad del Presidente a bordo del Air Force One. Al ver su trabajo como muy exigente, no tuvo tiempo de conocer a alguien fuera del trabajo, y comenzó una relación romántica con la Marina asignada como portadora del " Fútbol Nuclear " presidencial, Timothy Kerry, rompiendo así las reglas del Servicio Secreto que prohibir las relaciones entre colegas. Kate se encuentra por primera vez con el equipo de Gibbs como agente especial del Servicio Secreto de los Estados Unidos asignado al Detalle de Protección Presidencial en Air Force One.

## Historia
Durante «Yankee White», Kate renuncia al Servicio Secreto antes de que sus superiores la despidan por desobedecer las reglas de fraternización; El agente especial de NCIS, Leroy Jethro Gibbs, recluta a Todd casi de inmediato y la asigna a su equipo, emparejándola con Anthony DiNozzo. Rápidamente se convierte en miembro clave del Equipo de Respuesta a Casos Mayores liderado por Gibbs con sede en la sede de NCIS en Washington, D. C. Todd se convirtió en el generador de perfiles dedicado del equipo y creó perfiles psicológicos sobre los sospechosos investigados. Primero se sorprendió por el aparente desprecio de NCIS por las reglas y protestó a veces, sin embargo, se encontró ignorando las pautas para obtener información clave. En el episodio «A Weak Link», por ejemplo, sugiere que pirateen una base de datos clasificada. Otras habilidades de Todd incluyen análisis de facturas falsas y detalles de protección, que adquirió durante su tiempo como agente del USSS. A diferencia de Gibbs, Kate parece emocionarse junto a las víctimas como se ve en los episodios «The Immortals» y «Left For Dead», durante el cual se hace amiga de una Jane Doe (Sherilyn Fenn) que sufre pérdida de memoria después de ser enterrada viva. Sin embargo, más tarde se revela que Jane Doe tuvo en realidad ha estado engañando a Todd todo el tiempo y luego se suicidó a sí misma y a su amante. Del mismo modo, Todd tuvo la oportunidad de matar a Ari cuando irrumpió en el laboratorio de autopsias de NCIS en «Bête Noire» y le disparó a Gerald en el hombro, pero descubrió que no podía hacerlo. Gibbs luego la castigó por esto.
Su actitud contrastaba enormemente con el comportamiento de DiNozzo, y discutían rutinariamente sobre cuestiones de privacidad y límites personales: durante las dos primeras temporadas, Todd fue el objetivo principal de DiNozzo, quien rutinariamente revisaba su bolso, teléfono celular, PDA y computadora de escritorio de forma regular, lo que la enfurecía sin fin. DiNozzo incluso revisó la basura de Kate para descubrir dónde había desayunado para su disgusto en «Doppelganger». Mientras que Todd consideraba esto escandaloso e inaceptable, DiNozzo aparentemente solo hizo esto para su entretenimiento personal. Por el contrario, DiNozzo es también el blanco de numerosas burlas de Todd. En «Witness» se revela que Kate tenía fobia de ir al dentista, pero finalmente lo superó gracias a que Tony le dio el número de un hipnotizador.
Todd es una dibujante talentosa, dibuja una imagen precisa de un sospechoso en el episodio «Marine Down». Durante el mismo episodio, se demostró que había dibujado caricaturas del equipo, algunas de las cuales mostraban a DiNozzo deseando a una chica bonita, y a la científica forense del NCIS Abby Sciuto como murciélago. También dibujó uno de Gibbs, pero este logró quitarle su cuaderno de dibujo a DiNozzo antes de que él lo revelara. En la tercera temporada, cuando Ziva David se unió al equipo a tiempo completo y se mudó al cubículo de Todd, le presentó a Gibbs el cuaderno de dibujo de Todd. Había retratos de cada miembro del reparto, incluido Gibbs. McGee luego encuentra uno de los bocetos de Kate en su escritorio durante la decimotercera temporada.
Además de ser excelente en el dibujo, Todd, como Abby, era muy hábil en el uso de un asistente digital personal o un PDA. La primera PDA de Kate fue destruida durante una prueba de práctica en el campo de tiro al comienzo del episodio «Marine Down» de la primera temporada después de que Gibbs lo pegó en su objetivo para obligarla a disparar con precisión. Tuvo que descartarse ya que la garantía no cubría los daños causados por las balas. Más tarde fue vista usando un posible reemplazo en el episodio de la primera temporada «Eye Spy» y siempre fue vista con uno en varias escenas del crimen, generalmente dando información a Gibbs y al equipo. A pesar de ser vista escribiendo cosas con su mano derecha, se vio a Todd operando el mouse de su computadora con la mano izquierda, lo que sugiere que puede ser ambidiestra. También les dijo a Gibbs y DiNozzo durante «Eye Spy» que a pesar de ser diestra, jugaba al golf con la mano izquierda, pero balanceaba un bate y lanzaba pelotas con la mano derecha.

### Muerte
Todd fue asesinada durante el episodio de la segunda temporada «Twilight», después de que ella y el equipo limpiaron con éxito un almacén que albergaba una célula terrorista conocida. Después de ser relevada oficialmente del detalle de protección que le había asignado Tom Morrow, el francotirador y el doble agente del Mossad Ari Haswari le disparó a la cabeza.
En «Kill Ari», se revela que él apuntó y mató a Kate simplemente porque quería causar dolor a Gibbs (incluso usando un Bravo 51 apodado «Kate»). Durante una discusión imaginada por el Dr. Donald «Ducky» Mallard en la morgue, Todd, quien había sido asesinada a tiros en el episodio anterior, explicó que no había podido matar a Ari porque lo había mirado a los ojos y que había habido algo amable en ellos. También expresó su pesar por no haber matado a Ari cuando tuvo la oportunidad porque no merecía morir. Buscando venganza, Gibbs comenzó una cacería humana en contra de Ari, quien finalmente es asesinado por su propia media hermana, la oficial del Mossad Ziva David. El funeral de Kate se celebra en Indiana durante «Kill Ari (Part II)». Se la deja descansar con honores civiles, después de que se le otorgó póstumamente la Medalla Presidencial de la Libertad a instancias de Gibbs y la Directora Jennifer Shepherd.

### Episodios posteriores
Kate ha seguido siendo una parte importante del universo NCIS en los años posteriores al episodio final de Alexander («Kill Ari Part II»). En «Mind Games», por ejemplo, DiNozzo le dice al agente especial Timothy McGee que le pregunte a Todd si tienen rodilleras o no antes de darse cuenta de que está muerta, mientras que el sospechoso Kyle Boone usa la muerte de Todd para intimidar a Gibbs. En «Probie» (S03E10), McGee afirma que, a diferencia de Todd, no tenía experiencia previa en la aplicación de la ley antes de alistarse como agente especial del NCIS, mientras que en «Bait» un estudiante adolescente mantenía a sus compañeros como rehenes dentro de un aula amenazándolos. con una bomba atada a su pecho. Gibbs y su equipo llegaron a la escena pero no pudieron obtener audio y video de la situación dentro del aula, por lo tanto, Gibbs se puso en peligro al ofrecerse como rehén. Mientras DiNozzo se hizo cargo del equipo, el niño exigió que su madre fuera llevada al aula al atardecer, pero el equipo descubrió que había estado muerta durante un año. DiNozzo le hizo saber a Gibbs diciéndole al estudiante que el Agente Especial Caitlin Todd estaba buscando a su madre. Un marine preguntó cómo Gibbs sabría que la madre del niño había fallecido. DiNozzo respondió: «La agente especial Todd está muerta». En «Hiatus (Part II)», Cuando Gibbs pierde la memoria, Ziva le recuerda a Gibbs el asesinato de Todd y de Ziva matando a Ari antes de tomar la mano de Gibbs y usarla para golpearse en la parte posterior de la cabeza.
Durante la cuarta temporada, Gibbs accidentalmente llamó a Ziva «Kate» después de regresar a NCIS luego de su retiro temporal. Todd también es mencionado brevemente por el Dr. Mallard en «Aliyah» (S06E25). Durante «Truth or Consequences» (S07E01), Tony afirma que el tercer miembro del equipo Gibbs ha fallecido, y durante los últimos cuatro años Ziva David ha ocupado ese cargo. En «Patriot Down» (S07E23) Tras el asesinato de la SSA Lara Macy, Tony pregunta quién mató a «otra agente NCIS», haciendo referencia al fallecimiento de Kate. La hermana de Kate, la Dra. Rachel Cranston, fue presentada durante «A Man Walks Into a Bar...», en el que estaba realizando una evaluación psicológica obligatoria de la MCRT. Flashbacks de imágenes de archivo, tomas alternativas y escenas eliminadas, incluida una del episodio de la segunda temporada «An Eye for an Eye», se utilizan para ilustrar los recuerdos de Gibbs, DiNozzo, Sciuto, Dr. Mallard, McGee y Rachel cuando recuerdan a su amiga y hermana fallecidas. Una escena en la que Rachel duerme detrás del antiguo escritorio de Todd refleja una escena similar con Todd en «Twilight». Al concluir el episodio, Rachel menciona entre lágrimas. que el equipo ha sido «mejor que [Rachel] en dejarla ir», revelando su necesidad de cierre. Gibbs luego la lleva a su sótano, mostrándole a Rachel dónde Ziva mató a Ari, ayudándola a encontrar el cierre. Sasha Alexander grabó clips de voz para este episodio. Más tarde, en «Nature of the Beast» (S09E01) se hacen varias referencias a Kate, mientras que Rachel Cranston se conoce como «la hermana del Doctor Kate».
Durante «Life Before His Eyes» (S09E14), se muestra una versión de Kate en un universo alternativo en la que nunca fue asesinada por Ari, sigue siendo agente de NCIS y está casada con DiNozzo con una niña llamada Kelly. Su escritorio está adornado con fotografías de ella y su esposo, mientras que su supervivencia significa que Ziva todavía es extranjera. En «Psych Out» (S09E16), se menciona a Kate cuando su hermana regresa a NCIS, y en «You Better Watch Out» (S10E10), se revela que Tony nombró a su pez dorado en honor a Kate. El pez dorado aparece de manera prominente hasta «Family First» de la decimotercera temporada, y juega un papel importante en «Whisky Tango Foxtrot» (S11E01), cuando DiNozzo tiene una conversación con Kate sobre la ausencia de Ziva.
En «Gut Check» (S11E09), Abby afirma que Bishop es una excelente artista, pero no es «Kate buena». Más tarde le cuenta a Bishop la historia de la muerte de Kate para prepararla para la noticia de la muerte de su propia pareja. En «House Rules» (S12E10), cuando McGee explica las reglas de Gibbs, las escenas con Kate eran prominentes, y en «Check» (S12E11), Diane Sterling es asesinada de una manera que refleja la muerte de Kate para causarle un dolor significativo a Gibbs. El «fantasma» de Kate pasa por alto la procesión fúnebre de Dorneget junto a Shepard, Cassidy, Pacci, Franks y el propio Dorneget en «The Lost Boys» (S12E23). Durante «Scope» (S13E18), aparece una caricatura de McGee dibujada por Kate, mientras que el compañero de Kate, DiNozzo, renuncia a NCIS en «Family First» (S13E24), una fotografía de los dos se ve entre sus posesiones personales. La fotografía de identificación de la agencia de Kate y su placa se muestran en una pared conmemorativa mientras Gibbs llora a Ziva.

## Relaciones

### Leroy Jethro Gibbs
Aunque entraron en conflicto en su primer encuentro en «Yankee White», Todd tuvo una gran relación con Gibbs. Gibbs inmediatamente vio su potencial como agente especial y la contrató justo después de que renunciara al Servicio Secreto. A pesar de los difíciles comienzos durante los cuales Todd resentía la dureza y los modales groseros de Gibbs (como colgarla), ella tenía mucho respeto por Gibbs y trabajaba bien con él. Él era su mentor y creía que ella era una gran agente; en «Sub Rosa», Gibbs trajo a Todd con él a bordo de una marina de guerra de Los Ángeles -class submarino de ataque a pesar de que las mujeres son consideradas «problemáticas» a bordo de submarinos; Para traer a Todd con él, Gibbs no dudó en discutir con Norfolk.
Siguiendo con su tendencia a saber «todo sobre todos», Gibbs sabía lo que representaba el tatuaje que Todd tenía en la espalda y aparentemente fue el primero en identificar a la Dra. Rachel Cranston como la hermana de Todd en «A Man Walks Into a Bar...».
Ante la muerte de Todd, Gibbs, sorprendido y vengativo, se sintió abrumado por la culpa y, como el resto de los protagonistas, comenzó a tener visiones de ella. Sus primeras visiones de Todd lo culparon de su muerte y enojado exigieron saber por qué la mataron en lugar de él, incluso sugirieron que Gibbs se suicidara. Sin embargo, después de vengar su muerte al matar a Ari, tuvo otra visión de ella en su funeral en la que parecía haberlo perdonado, sonriendo y bromeando diciéndole: «Llegas tarde a mi funeral, Gibbs».

### Anthony DiNozzo
La relación de Todd con su compañero de trabajo Tony DiNozzo podría referirse como una relación de amor y odio, ya que generalmente tenían argumentos en varios niveles de madurez. Los dos competían constantemente, tanto durante el entrenamiento como en las investigaciones. Todd a menudo criticaba el comportamiento de DiNozzo, especialmente en lo que respecta a su actitud hacia las mujeres y su falta de respeto por los límites personales; de hecho, DiNozzo revisó rutinariamente el bolso, el teléfono celular, el PDA y la computadora de escritorio de Todd, descubriendo información personal como las identidades de sus citas. En un episodio, DiNozzo se escabulló sin saberlo en el baño mientras ella se duchaba para lavarle los dientes, lo que la enfureció cuando lo notó. Sin embargo, no era raro que DiNozzo fuera objeto de burlas y burlas por parte de Todd, especialmente después de que DiNozzo besó a una mujer sospechosa que era, sin que él lo supiera, transexual; sus disputas se pusieron tan mal en el episodio «Pop Life» que buscaron asesoramiento del Dr. Mallard.
A pesar de su disgusto por el hábito de Tony de traspasar su privacidad, se llevan bien en el trabajo, y Tony le explica con frecuencia jerga militar. También «se unieron» contra McGee cuando se unió al equipo por primera vez, dejándolo en algunos de los trabajos más mundanos. En el episodio «Forced Entry» de la segunda temporada, engañaron a McGee para que tomara el café de Gibbs, que es un tabú muy conocido dentro de la serie.
Sin embargo, en muchas ocasiones se demostró que DiNozzo era considerado, amable e incluso casi romántico con Todd. Le compró flores como una ofrenda de paz después de molestarla en el episodio «Vanished». Mostró preocupación por ella varias veces, incluso al final de los episodios «Left For Dead», cuando se dio cuenta de que había sido interpretada por una víctima, y «Bête Noire», cuando Ari la tomó como rehén. En el episodio «The Bone Yard», DiNozzo casi poseía a Todd cuando McGee planteó la idea de pretender ser el amante de Todd para ingresar a una clínica de paternidad para fotografiar evidencia de Sciuto, diciendo que lo haría en lugar de McGee; Más tarde, en el mismo episodio, le dijo a Todd que creía que eran una buena pareja, The Jerry Springer Show. En el episodio «Black Water», estuvo cerca de los celos cuando Todd aceptó una cita ofrecida por el hermano de la víctima. Durante los eventos de «My Other Left Foot», DiNozzo estaba obsesionado con la idea de que Todd tuviera un tatuaje y pidieron saber dónde durante todo el episodio. En los extras que se vieron en el DVD Box Set de la segunda temporada, los productores declararon que tenía la intención de que hubiera una relación entre estos dos personajes. Cuando DiNozzo se hizo pasar por un criminal en «Chained», Todd mostró mucha preocupación por su seguridad. En el episodio «SWAK», después de que se descubrió que Todd no estaba infectado, ella continuó con DiNozzo, mintiéndole sobre su condición a pesar de que sabía que el riesgo de infección aún era inminente. Cuando aparentemente estaba a punto de morir, Todd quedó devastado y comenzó a llorar; DiNozzo finalmente sobrevivió, para su alivio.
De pie con Gibbs y Todd cuando la mataron, DiNozzo estaba especialmente sorprendida y su muerte tendría un grave impacto en él, lo que junto con otros eventos lo hicieron «crecer» durante las siguientes temporadas. Como se muestra en los episodios «Kill Ari» I y II, DiNozzo luchó con pena, culminando en una escena en la que él y McGee lloran por el cadáver de Todd en la sala de autopsias del Dr. Mallard. Finalmente llegó a un acuerdo con su muerte después de su funeral.
Después de la muerte de Todd, como los otros personajes, DiNozzo también tuvo una visión de su autopsia. Típico de la personalidad chovinista de DiNozzo, Todd apareció con el uniforme de colegiala católica sobre el que había estado preguntando en el episodio «Bikini Wax». Después de decirle que ella siempre supo lo que estaba pensando, se dio cuenta de que estaba usando el uniforme y rápidamente lo reprendió, diciendo: «Tony, acabo de morir, ¿y estás teniendo una fantasía sexual?» a lo que él respondió: «No puedo evitarlo. A veces solía imaginarte desnuda», y ella respondió gritando en estado de shock segundos antes de que Ziva David fuera presentada por primera vez. Esta «fantasía sexual» fue retratada después de que DiNozzo ofreció volver a salir bajo la lluvia torrencial y encontrar la bala que mató a Todd y se molestó cuando McGee mejoró la respuesta que le había dicho a Gibbs. En el episodio de la octava temporada «A Man Walks Into a Bar...», la hermana de Todd, Rachel, le sugiere a DiNozzo que Todd era «duro con [él] porque sabía de lo que él era realmente capaz».
En el episodio número 200, «Life Before His Eyes», uno de los varios escenarios de realidad alternativa presentaba a una Kate viva, casada con DiNozzo y con un hijo de él.

### Donald «Ducky» Mallard
En «Yankee White», el Dr. Mallard fue el primer miembro de NCIS que se llevó bien con Todd. Los dos se querían mucho y realmente se preocupaban el uno por el otro, como se ve en varios episodios, incluidos «Reveille» y «The Meat Puzzle».
En este último, Gibbs asignó a Todd como el detalle de protección de Mallard cuando su vida fue amenazada por un criminal. Como lo hace con otros miembros del equipo, Ducky generalmente llamaba a Todd por su nombre completo, Caitlin al igual que a su futuro asesino, Ari Haswari.
La muerte de Todd fue un duro golpe para Mallard, quien no permitió que nadie más realizara la autopsia en su cadáver. Sin embargo, antes de comenzar, tuvo una visión del cuerpo que le hablaba, declarando que ella sentía que no merecía morir. En el episodio de la octava temporada «A Man Walks Into a Bar...», Mallard tiene un recuerdo de esta visión mientras habla con la Dra. Rachel Cranston.

### Abby Sciuto
Al igual que con el Dr. Mallard, Todd y Sciuto se llevaban muy bien bastante rápido y finalmente se convirtieron en amigos cercanos. A menudo hacían planes juntos, como pasar el fin de semana juntos en un spa.
Además, como se vio durante «A Weak Link», se vio a Abby hablando con Kate y pidiéndole consejos sobre su relación con McGee después de haberle confesado a Abby que le gustaba, dejándola insegura de cómo responder al comentario.
Naturalmente, ella fue una de las más profundamente afectadas por la muerte de Todd, pero recuperó la compostura después de ser animada por una visión gótica post mortem de Todd. Más tarde tocó un disco de música de jazz en el funeral de Todd, como parte de su propia herencia de Nueva Orleans. Sin embargo, ella permaneció afectada mucho después del funeral, e inicialmente estuvo en desacuerdo con la recién reclutada Ziva David, tanto porque tomó el lugar de Todd como por su afiliación con el asesino de Todd Ari Haswari. Algún tiempo después, sin embargo, repararon vallas, convirtiéndose en mejores amigos.
En el episodio «Marine Down», se reveló que Todd había dibujado varias caricaturas de sus compañeros de equipo, incluido uno de Sciuto como un vampiro. Todd comenzó a disculparse, diciendo que no había nada malo en el dibujo, solo para ser interrumpido por un Sciuto encantado que le preguntó si podía colgarlo en la pared de su laboratorio. Cuando Kate murió, Abby usó el dibujo como un recordatorio sobre su mejor amiga Kate. Más tarde lo miraría mientras lloraba después de la muerte de Todd en «Kill Ari (Part I)».

### Timothy McGee
Cuando McGee fue presentado en «Sub Rosa», Todd protestó por el aparente abuso de autoridad de DiNozzo cuando le ordenó a McGee permanecer en la escena del crimen hasta que alguien más pueda venir a relevarlo. Todd y McGee se asociaron durante un período muy corto durante el episodio «UnSEALed», durante el cual acudió en su ayuda cuando fue atada por un antiguo Navy SEAL.
A lo largo de la segunda temporada, DiNozzo y Todd a veces se unían a McGee para burlarse de él, pero Todd generalmente desaprobaba las bromas de DiNozzo y las novatadas de McGee. Después del asesinato de un testigo bajo la vigilancia de McGee, Todd fue la primera en tratar de consolarlo.
Después de la muerte de Todd, como el resto del equipo afligido, McGee tuvo que lidiar con la pérdida de un amigo, y como DiNozzo fantasearía con ella. Más tarde, McGee se muestra de luto con DiNozzo sobre el cadáver de Todd.